# Ріхард Якверт
Ріхард Якверт (1892, м. Відень, Австрія — 1956, там само) — австро-угорський та український військовий діяч, отаман, начальник штабу Третього корпусу УГА.

## Життєпис
Народився 1892 року у Відні. З міщан. Закінчив одну із віденських гімназій, а згодом і артилерійську школу. До початку Першої світової війни був студентом Віденського університету
До утворення ЗУНР служив в 11-му полку польової артилерії австро-угорської армії.
З 18 грудня 1918 служить сотником відділу артилерії Начальної Команди Української Галицької Армії. Згодом начальник штабу бойової групи «Наварія». З березня по травень 1919 начальник штабу 8-ї Самбірської бригади УГА. У червні 1919 р. служив начальником штабу Третього корпусу УГА. Протягом січня-квітня 1920 р. перебував у ЧУГА. 
Відгуки колег по службі про Ріхарда Якверта кардинально відрізняються, зокрема Антін Кравс так писав про нього : 
| Один із офіцерів-артилеристів, працюючих в Генштабі. Мав геніальний розум, швидко приймав рішення, був прихильником сучасних методів ведення війни, наполегливим, сміливим старшиною. Був моєю опорою після того, як я очолив 3-й корпус.[2] |
Інший відгук такий : 
| Здібностей ніяких, зацікавлень обмаль. Літаком виїхав до Відня, де почав працювати у більшовицькій резидентурі.[3] |
Помер в 1956 році у Відні. Похований на цвинтарі Калксбургер у Відні.